# Lista de funções matemáticas
Em matemática, muitas funções ou grupos de funções são suficientemente importantes para receberem seus próprios nomes. Esta é uma listagem de ligações para os artigos que explicam essas funções em maiores detalhes. Existe uma grande teoria de funções especiais que se desenvolveu a partir da estatística e da física matemática. Um ponto de vista moderno, abstrato, contrasta grandes espaços funcionais, que possuem infinitas dimensões e dentro dos quais a maioria das funções são 'anônimas', com funções especiais selecionadas por possuirem propriedades como simetria, ou relações com a análise harmônica e representação de grupos. 
Veja também Lista de tipos de funções

## Funções elementares
As funções elementares são funções construídas a partir das operações básicas (e.g. adição, multiplicação, exponenciação, logaritmos...)

### Funções algébricas
As funções algébricas são funções que podem ser expressadas como a solução de uma equação polinomial de coeficientes inteiros.
- Polinômios: Podem ser gerados com adição e multiplicação, apenas.
  - Função afim: Polinômio de grau 1, cujo gráfico é uma reta.
  - Função linear: Polinômio de grau 1, com coeficiente linear "b" nulo, cujo incógnita "x" é váriavel, cujo gráfico é uma reta.
  - Função quadrática: Polinômio de grau 2, cujo gráfico é uma parábola.
  - Função cúbica: Polinômio de grau 3.
  - Função quártica: Polinômio de grau 4.
  - Função quíntica: Polinômio de grau 5.
- Funções racionais: Uma razão de dois polinômios.
- Função exponencial (com expoente racional): Uma função da forma {\displaystyle x^{\frac {m}{n}}\!\ }.
  - Raiz quadrada: Fornece um número cujo quadrado é igual a {\displaystyle x^{\frac {1}{2}}\!\ }.

### Funções transcendentais elementares
As funções transcendentais são funções que não são algébricas.
- Função exponencial: eleva um número fixo a uma potência variável.
- Função hiperbólica: formalmente similar às funções trigonométricas.
- Função logarítmica: as inversas das funções exponenciais; úteis para resolver equações que envolvem exponenciais.
- Função periódica
  - funções trigonométricas: seno, cosseno, tangente, etc.; usadas na geometria e para descrever fenômenos periódicos. Ver também Função Gudermanniana.
  - Onda dente de serra
  - Onda quadrada
  - Onda triangular

## Funções especiais

### Funções especiais básicas
- Função indicadora: mapeia x para ou 1 ou 0, dependendo de x pertencer ou não a algum sub-conjunto.
- Função de passo: Uma combinação linear finita de funções indicadoras de  intervalos semi-abertos.
  - Função parte inteira: Fornece o maior inteiro menor ou igual a um dado número.
  - Função de passo Heaviside: 0 para argumentos negativos e 1 para argumentos positivos. A integral da Função delta de Dirac.
  - Função sinal: Retorna apenas o sinal de um número, como +1 ou −1.
- Função módulo: A distância da origem dos eixos.

### Funções da teoria dos números
- Função sigma: Soma as potências dos divisores de um dado número natural.
- Função totiente de Euler: Numera os números coprimos a (e não maiores que) um dado número.
- Função de contagem de números primos: Fornece o número de números primos menors ou iguais que um número dado.
- Função partição: Contagem do número de maneiras de se escrever um número inteiro positivo como uma soma de outros inteiros positivos, independentemente da ordem.

### Antiderivadas de funções elementares
- Função logarítmica integral: Integral da recíproca do logaritmo, importante no teorema do número primo.
- Exponencial integral
- Função erro: uma integral importante para variáveis aleatórias com distribuição normal.
  - Integral de Fresnel: relacionada a função erro; usada em óptica.
  - Função de Dawson: ocorre na probabilidade.

### Função gama e relacionadas
- Função gama: Uma generalização da função fatorial.
- Função G de Barnes
- Função beta: Corresponde coeficientes binomiais análogos.
- Função di-gama, Função poli-gama
- Função gama incompleta
- Função K
- Função gama multivariada: Uma generalização da função gama útil em estatística multivariada.
- Distribuição t de Student
- Função exponencial integral

### Funções elípticas e relacionadas
- Integral elípticas: Arising from the path length of ellipses; important in many applications. Related functions are the quarter period and the nome. Alternate notations include:
  - Forma simétrica de Carlson
  - Forma de Legendre
- Funções elípticas: As inversas das integrais elípticas; usadas para modelas fenômenos duplamente periódicos. Tipos psrticulares são as Funções elípticas de Weierstrass e as Funções elípticas de Jacobi.
- Função theta
- Relacionadas estão as formas modulares, que incluem
  - Invariante J
  - Função eta de Dedekind

### Função de Bessel e relacionadas
- Função de Airy
- Função de Bessel: Definida por uma equação diferencial; útil na astronomia, no eletromagnetismo e na mecânica.
- Função de Bessel-Clifford
- Função de Legendre: Da teoria dos harmônicos esféricos.
- Função de Scorer
- Função sinc
- Polinômios de Hermite
- Polinômios de Chebyshev

### Funções zetade Riemann e relacionadas
- Função zeta de Riemann: Um caso especial da Série de Dirichlet.
- Função eta de Dirichlet
- Função zeta de Hurwitz
- Função chi de Legendre
- Função zeta de Lerch
- Polilogaritmo e funções relacionadas:
  - Polilogaritmo incompleto
  - Função de Clausen
  - Integral completa de Fermi–Dirac, uma forma alternativa de polilogaritmo.
  - Integral incompleta de Fermi–Dirac
  - Função de Kummer
  - Função de Spence
- Função de Riesz

### Funções hipergeométricas e relacionadas
- Funções hipergeométricas: Família versátil de série de potências.
- Função hipergeométrica confluente
- Polinômios associados de Legendre
- Função G de Meijer

### Função exponencial iterada e relacionadas
- Hiper operadores
- Logaritmo iterado
- Super-logaritmos
- Tetração
- Função W de Lambert: Inversa de f(w) = w exp(w).

### Outras funções especiais-padrão
- Função lambda
- Função de Lamé
- Função de Mittag-Leffler
- Transcendentes de Painlevé
- Função cilíndrica parabólica
- Função sincrotônica

### Funções miscelâneas
- Função de Ackermann: na teoria da computação, uma função computável que não é primitiva recursiva.
- Função de Dirichlet: é uma função indicadora que retorna 1 para números racionais e 0 para irracionais. Não é contínua nunca.
- Função delta de Kronecker: é a função de duas variáveis, geralmente inteiros, que é igual a um se são iguais e 0 se não.
- Função ponto de interrogação de Minkowski
- Função de Weierstrass: é um exemplo de função contínua que não é diferenciável em lugar nenhum.